# Alouette du Dekkan
Plocealauda affinis
Espèce
Statut de conservation UICN

 LC  : Préoccupation mineure
L'Alouette du Dekkan (Plocealauda affinis) est une espèce d'oiseaux appartenant à la famille des Alaudidae.
Cette espèce était jadis considérée comme une sous-espèce de l'Alouette du Siam (qui incluait d'autres espèces du genre Plocealauda).

## Répartition et habitat
Elle vit en Inde et au Sri Lanka. Elle occupe une large variété d'habitats ouverts comme les champs en jachère, les fourrés de bambous, la lisière des forêts, les clairières. On la trouve à une altitude maximum de 1 500 m.